# Патровская
Патровская (Тихманьга) — деревня Каргопольского района Архангельской области. Входит в состав Каргопольского муниципального округа. До 2020 года входила в состав У́хотского сельского поселения.

## Географические сведения
Деревня Патровская находится на реке Тихманга, впадающей в озера Лача. Через деревню проходит автотрасса Р1. До  Каргополя — 40 км. Патровская — центр села Тихманьга.
Часовой пояс
Патровская (Тихманьга), также как и вся Архангельская область, находится в часовом поясе, обозначаемом по международному стандарту как Moscow Time Zone (MSK/MSD). Смещение относительно Всемирного координированного времени UTC составляет +3:00 (MSK, зимнее время) и +4:00 (MSD, летнее время).

## История
На деревянном «цилиндре-замке́» (пломбе), найденном в ходе раскопок в Новгороде, в слое конца X века (970-е — 980-е гг.), имеется кириллическая надпись: «Мецъницъ мѣхъ въ Тихъм[ен]гѣ пол[чет]ъвѣръ[та]». (Мешок мечника (сборщик государственных доходов) в Тихменге (река Тихманьга), три с половиной (вероятно, гривны)).
Декретом ВЦИК от 18 сентября 1922 года Олонецкая губерния была упразднена. Вытегорский уезд вошёл в состав Петроградской губернии, при этом Тихманьгская волость была перечислена в состав Каргопольского уезда Вологодской губернии. 14 января 1929 года Вологодская губерния и все её уезды были упразднены. Патровская вошла в состав Каргопольского района в Няндомском округе Северного края. В 1963 — 1965 годах — в составе Каргопольского сельского района.
С 2004 по 2020 год деревня Патровская входила в состав Ухотского сельского поселения (МО «Ухотское»).

## Население
| 2002 | 2010 | 2012 |
| ---- | ---- | ---- |
| 356  | ↘311 | ↗319 |

### Карты
- Карта-километровка. Лист Патровская (Тихманга)
- Топографическая карта P-37-27_28.
- Патровская (Тихманьга) на Wikimapia
- Патровская. Публичная кадастровая карта